# HMS Severn (1934)
HMS Severn (N57) – brytyjski okręt podwodny, wybudowany w latach 30. XX wieku, należący do typu Thames zwanego również typem River.

## Historia
Po wcieleniu do służby okręt stacjonował w Portsmouth a w latach 1935–1939 operował na Morzu Śródziemnym. Po wybuchu II wojny światowej "Severn" wraz z siostrzanym okrętem HMS "Clyde" popłynął do Freetown w Afryce Zachodniej, skąd osłaniały linie żeglugowe na południowym Atlantyku. Na początku grudnia 1939 roku "Severn" popłynął w kierunku Georgii Południowej w celu ochrony tamtejszej bazy wielorybniczej, która mogła stać się celem ataku niemieckiego "pancernika kieszonkowego" "Admiral Graf Spee", jednak po bitwie u ujścia La Platy, okręt powrócił do Freetown a następnie do Wielkiej Brytanii, gdzie rozpoczął patrole na Morzu Północnym.
W momencie niemieckiego ataku na Danię i Norwegię "Severn" stacjonował w Blyth w składzie 6 Flotylli Okrętów Podwodnych. 4 maja 1940 roku zatopił szwedzki frachtowiec będący niemieckim pryzem "Monark" (1786 BRT). W maju 1941 "Severn" wraz z "Clyde" zostały przebazowane do Gibraltaru, gdzie weszły w skład 8 Flotylli Okrętów Podwodnych operującej na Morzu Śródziemnym. 22 czerwca 1941 roku okręt zaatakował nieskutecznie włoski okręt podwodny typu Argonauta. 26 czerwca 1941 roku na Morzu Tyrreńskim "Severn" zatopił włoski statek "Polinnia" (1292 BRT) a 28 czerwca frachtowiec "Ugo Bassi" (2900 BRT). Podczas działań na Morzu Śródziemnym okazało się, że jednostki typu Thames nie nadają się do operowania na tym akwenie, często występujące wycieki paliwa zdradzały pozycję okrętu zwiększając ryzyko ich zatopienia. "Clyde" i "Severn" zostały wycofane na Atlantyk. 7 sierpnia 1941 roku "Severn" podczas patrolu na zachód od Gibraltaru zaatakował torpedami wynurzony okręt podwodny, torpedy chybiły, ale nie zostały zauważone, co pozwoliło przeprowadzić jeszcze jeden atak. Wydawało się, że był skuteczny i ofiarą stał się włoski okręt podwodny "Michele Bianchi", jednak informacja ta nie została potwierdzona.
W późniejszym okresie "Severn" z uwagi na coraz większe zużycie okrętu był coraz rzadziej wykorzystywany bojowo a częściej, wykorzystując jego duże rozmiary, do zadań transportowych, między innymi w połowie 1943 roku wysadził desant oddziałów dywersyjnych na Sardynii i Sycylii a w październiku i listopadzie przewoził zaopatrzenie na greckie wyspy Leros i Samos. Następnie okręt został wysłany na Daleki Wschód, gdzie wszedł w skład 4 Flotylli Okrętów Podwodnych stacjonującej na Cejlonie. Coraz gorszy stan techniczny okrętu sprawił, że przestał on wypływać na morze i stał się magazynem części zamiennych dla pływającego jeszcze "Clyde". 1 kwietnia 1945 roku okręt został skreślony z listy floty a w 1946 roku sprzedany na złom.